# Castiarina hoffmanseggii
Castiarina hoffmanseggii es una especie de escarabajo del género Castiarina, familia Buprestidae. Fue descrita científicamente por Hope en 1846.